# Pauline Konga
Pauline Konga (ur. 10 kwietnia 1970 w hrabstwie Baringo, prowincja Wielkiego Rowu) – kenijska lekkoatletka, specjalizująca się w biegach długodystansowych, dwukrotna uczestniczka igrzysk olimpijskich w latach 1992 i 1996, srebrna medalistka olimpijska z 1996 r. z Atlanty, w biegu na 5000 metrów. Sukcesy osiągała również w biegach przełajowych.
Pierwsza w historii Kenijka, która zdobyła medal olimpijski. Żona Paula Bitoka.

## Finały olimpijskie
- 1996 – Atlanta, bieg na 5000 m – srebrny medal

## Inne osiągnięcia
- dwukrotna mistrzyni Kenii – w biegu na 5000 m (1996) oraz w biegu przełajowym na długim dystansie (1991)[2]
- 1991 – Tokio, mistrzostwa świata – XII miejsce w biegu na 3000 m
- 1991 – Antwerpia, mistrzostwa świata w biegach przełajowych – złoty medal w drużynie (na długim dystansie)
- 1993 – Amorebieta, mistrzostwa świata w biegach przełajowych – złoty medal w drużynie (na długim dystansie)
- 1996 – Mediolan, finał Grand Prix IAAF – III miejsce w biegu na 5000 m

## Rekordy życiowe
- bieg na 3000 m – 8:37,76 – Monako 10/08/1996
- bieg na 5000 m – 14:47,51 – Köln 16/08/1996
- bieg na 12 km – 39:48 – San Francisco 21/05/2000
- półmaraton – 1:09:33 – Marrakesz 14/01/1996